# Asael Lubotzky

Asael Lubotzky (2014)

Asael Lubotzky, hebräisch עשהאל לובוצקי (geb. 1983 in Efrat), ist ein israelischer Arzt, Autor und Molekularbiologe. Früher diente er als IDF-Offizier.

## Jugend, Ausbildung, Militärdienst
Asael Lubotzky ist geboren und aufgewachsen in Efrat. Er studierte an der Yeshiva Hesder in Ma'aleh Adumim. Er wurde in die Eliteeinheit Schajetet 13 der israelischen Marine eingezogen, zog es aber vor, im 51. Bataillon der Golani-Brigade zu dienen. Er absolvierte eine militärische Ausbildung und wurde zum herausragenden Kadetten  gewählt. Nach der Offiziersschule wurde Lubotzky zum Kommandeur eines Zuges der Golani-Brigade ernannt[1]. Er führte seine Sektion in den Kämpfen in Gaza und während des Libanonkrieges 2006. Lubotzky nahm an zahlreichen Kämpfen teil, bei denen mehrere seiner Kameraden getötet und verwundet wurden, bis auch er in der Schlacht von Bint Jbeil schwer verwundet wurde.

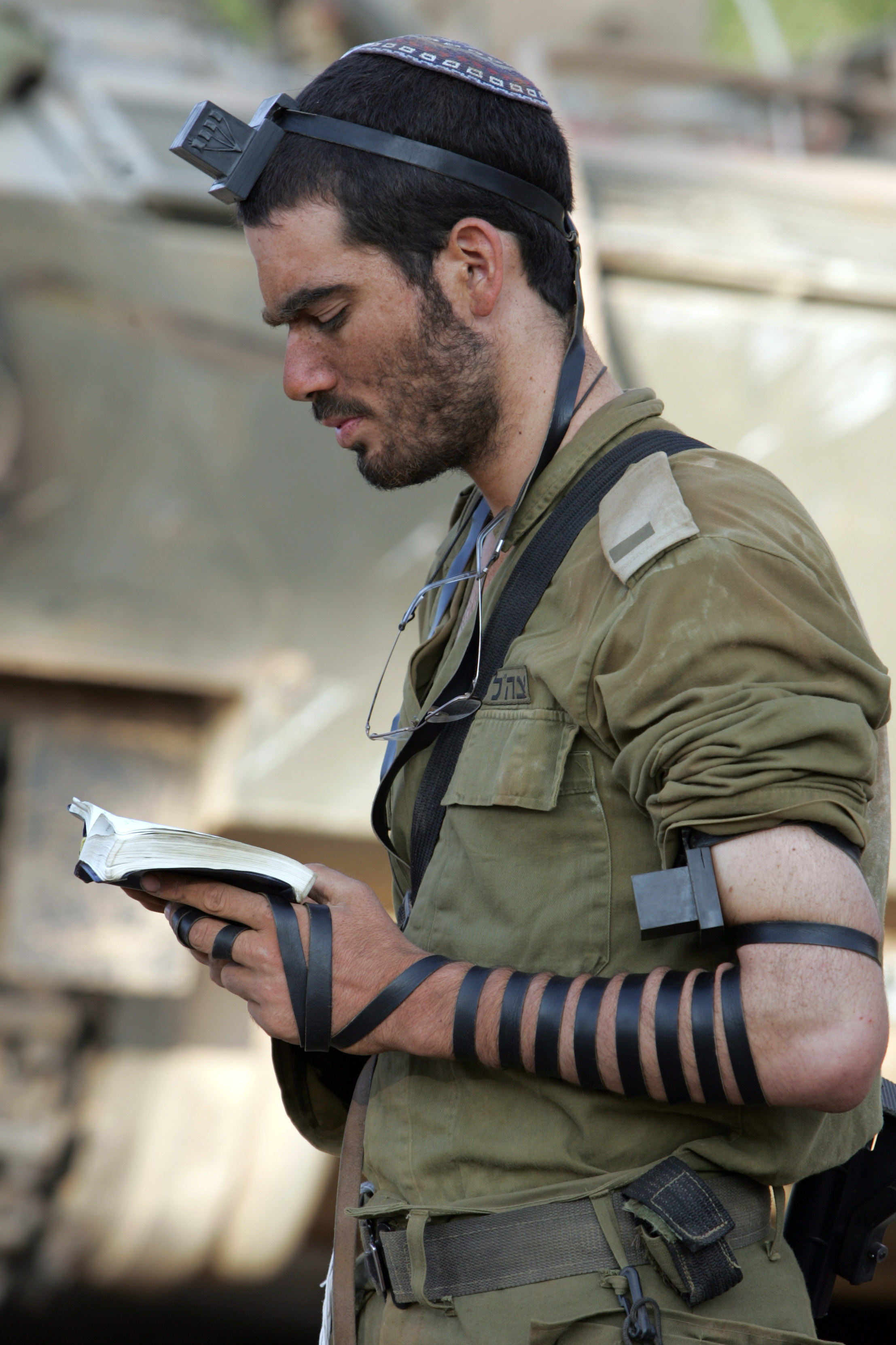
IDF-Soldat Asael Lubotzky (2006)

## Medizinische und wissenschaftliche Laufbahn
Nach seiner Genesung begann er ein Medizinstudium an der Medizinischen Fakultät der Hebräischen Universität Hadassah. Er spezialisierte sich auf Pädiatrie im Krankenhaus Shaare Zedek in Jerusalem und promovierte an  der Hebräischen Universität. Lubotzkys Forschung konzentriert sich auf die Verbindungen zwischen DNA und Krebs. Lubotzky wurde für seine Studien über zirkulierende cfDNA als diagnostische Krebsmarker ausgezeichnet. Er erhielt das Krebsstipendium des Israel Cancer Research Fund (ICRF) und wurde 2019 von der Hebräischen Universität für seine Innovationen mit dem James Sivartsen Prize in Cancer Research für seine Arbeit auf dem Gebiet der Krebsforschung ausgezeichnet. Im Jahr 2020 erhielt sein Forschungsteam ein prestigeträchtiges Stipendium in Höhe von 500.000 US-Dollar von der Bill & Melinda Gates Foundation und der Alzheimer's Drug Discovery Foundation für ihre Forschung zur Früherkennung der Alzheimer-Krankheit auf der Grundlage von Bluttests. 2021 erhielt er den Joint Award des National Institute of Psychobiology in Israel (NIPI) und der Israeli Society of Biological Psychiatry.

## Schreiben
Lubotzkys erstes Buch über seine Kriegserlebnisse im Libanon und seine Genesung wurde 2008 erstmals in der Zeitung Yedioth Ahronoth veröffentlicht. Es wurde ein Bestseller, wurde von Kritikern gelobt und unter dem Titel From the Wilderness and Lebanon ins Englische übersetzt. Ein zweites Buch, Nicht meine letzte Reise, dokumentiert die Lebensgeschichte seines Großvaters, des Partisanen und Irgun-Offiziers Isser Lubotzky. Es erschien 2017 auf Hebräisch bei Yedioth Sfarim im Menachem-Begin-Kulturerbezentrum. Lubotzky gewann den Leitersdorf-Preis für die Künste im Jahr 2017 und den James-Sivartsen-Preis für Krebsforschung 2019. Er hält Vorträge zu verschiedenen Themen in Israel und im Ausland.

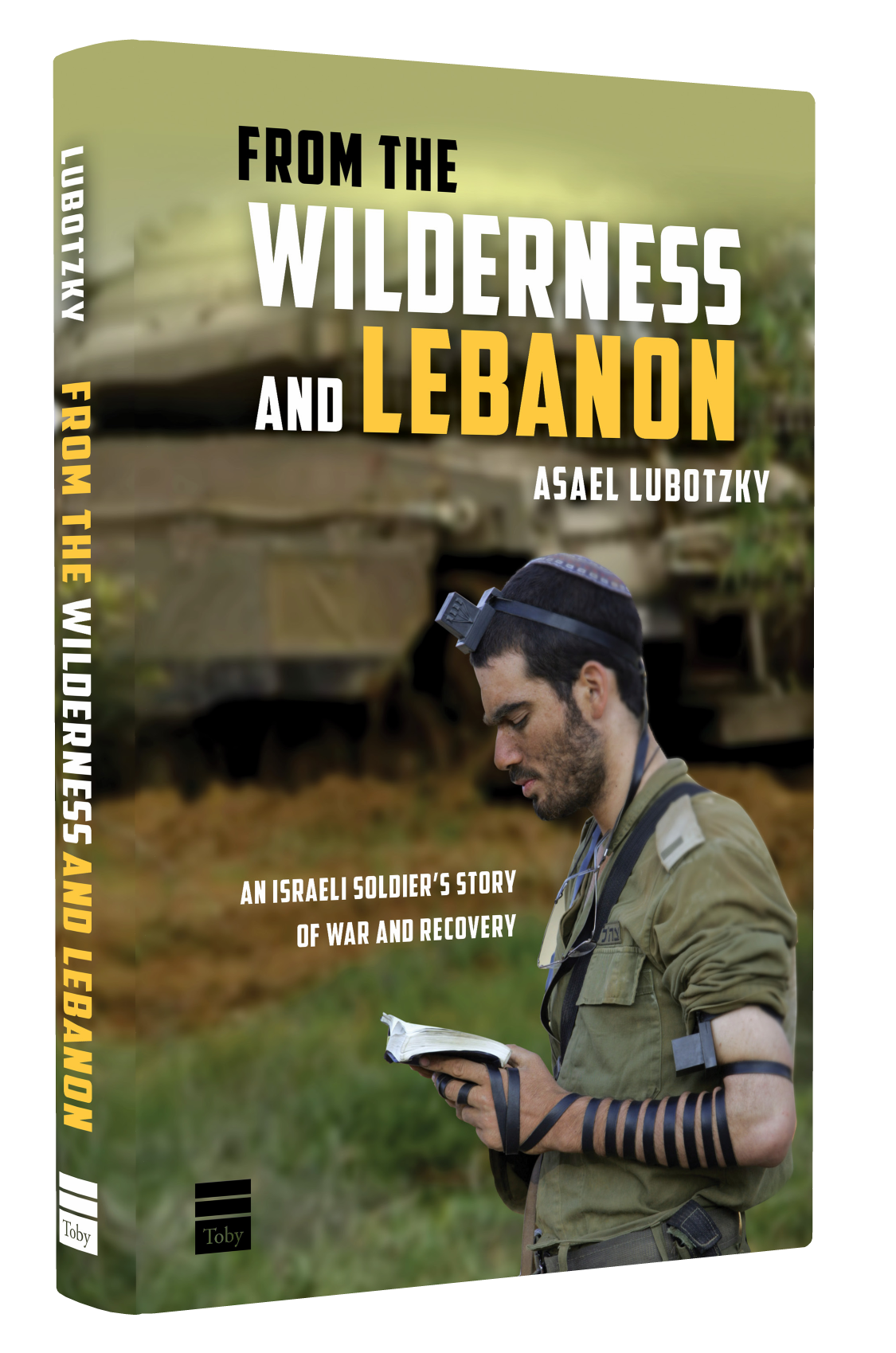
From the Wilderness and Lebanon (2016)

## Persönliches
Asael Lubotzky ist der Sohn von Alexander Lubotzky und der Enkel von Professor Murray Roston. Er lebt in Jerusalem, ist mit Avital Schimmel verheiratet und hat fünf Kinder.

## Werke
- לובוצקי (Asael Lubotzky), מן המדבר והלבנון [„Aus der Wüste und dem Libanon“], Yediot Sfarim, 2008, 222 S., ISBN  978-965-482-725-6
- Englische Übersetzung des Obigen: Asael Lubotzky, From the Wilderness and Lebanon, Die Toby-Presse, 1. Januar 2016, 206 S., ISBN  978-1-59264-417-9
- Asael Lubotzky und Tali Vishne, לא דרכי האחרונה: Lo darki ha-aḥaronah: סיפורו של איסר לובוצקי (Geschichte von Isser Lubotzky) [„Nicht meine letzte Reise“], ידיעות אחרונות (Yedioth Sfarim) und ספרי חמד (Sifrei Hemed), 2017, 214 S., ISBN  978-965-564-102-8